# 索里索
索里索（義大利語：Soriso），是意大利诺瓦拉省的一个市镇。总面积6.29平方公里，人口780人，人口密度124.0人/平方公里（2009年）。ISTAT代码为003140。